# Gabi Zange
Gabriele "Gabi" Zange, (née Schönbrunn le 1er juin 1961 à Crimmitschau), est une patineuse de vitesse est-allemande.

## Biographie
Avec Karin Enke et Andrea Ehrig participe à la domination de l'Allemagne de l'Est en patinage de vitesse féminin durant les années 1980. Après avoir remporté une première médaille aux Championnats d'Europe 1981, Zange bat le record du monde du 3 000 mètres à Medeo.
En 1984, elle devient championne d'Europe, bat deux nouveaux records du monde dont celui du 5 000 m en 7 min 39 s 44. Cette année elle monte sur le podium des Jeux olympiques de Sarajevo en terminant troisième du 5 000 m et des Championnats du monde toutes épreuves, se classant aussi troisième.
Malgré une deuxième place aux Mondiaux en 1985, elle renoue avec le succès que lors de la saison 1987-1988, où elle établit un nouveau record du monde (4:14:76, 3000 m) et obtient deux médailles aux Jeux olympiques de Calgary. À l'issue de ces Jeux, elle se retire de la compétition et travaille désormais comme physiothérapiste.

## Palmarès
| Compétition                           | Or                          | Argent | Bronze                                       |
| Jeux olympiques                       |                             |        | 1984 (3 000 m) 1988 (3 000 m) 1988 (5 000 m) |
| Championnats du monde toutes épreuves |                             | 1985   | 1984                                         |
| Coupe du monde                        | 1985-1986 (3 000 m/5 000 m) |        |                                              |
| Championnats d'Europe toutes épreuves | 1984                        |        | 1981                                         |

## Records personnels
| Distance     | Temps         | Année |
| ------------ | ------------- | ----- |
| 500 mètres   | 41 s 93       | 1981  |
| 1 000 mètres | 1 min 22 s 00 | 1988  |
| 1 500 mètres | 2 min 4 s 98  | 1988  |
| 3 000 mètres | 4 min 16 s 76 | 1988  |
| 5 000 mètres | 7 min 21 s 61 | 1988  |